# ファニー (ガールズバンド)
ファニー（Fanny）は、1970年代初期から中期にかけて活躍したアメリカのロックバンド。ビルボードホット100のトップ40に2曲入るなど、評価と商業的成功を収めた最初のガールズバンドの一つ。

## 概要
1960年代初頭にフィリピンからカリフォルニアに移住して以来、一緒に音楽を演奏していたギタリストのジューン・ミリントンとその妹でベーシストのジーンによって結成されたグループである。いくつかのバリエーションで演奏した後、彼らはプロデューサーのリチャード・ペリーの興味を引き、1969年にファニーとしてリプライズレコードと契約した。バンドは4枚のアルバムをレコーディングしたが、ジューン・ミリントンがグループを脱退し、オリジナルのラインナップは分裂してしまった。最後のアルバムを出した後、Fannyは1975年に解散した。ミリントン姉妹は解散後も一緒に音楽活動を続け、元ドラマーのブリー・ハワード＝ダーリンとともに、2018年にスピンオフ・グループ「ファニー・ウォーク・ザ・アース」を結成している。
典型的なガールズ・グループのスタイルやロック業界における女性への期待を否定し、彼女たちの音楽的スキルを強調することで、批評家の称賛を集め続けている。ゴーゴーズ、バングルズ、ランナウェイズなど、後のグループもファニーに大きな影響を受けたと述べている。

## キャリア
ジューンとジーンのミリントン姉妹は、1961年にフィリピンからカリフォルニア州サクラメントに家族で移り住んだ。二人はウクレレで一緒に音楽を演奏するようになり、そのおかげで友達ができた。高校時代には、ジューンがギター、ジーンがベース、アディ・リーがギター、ブリー・ブラントがドラムの女性だけのバンド「スヴェルト」を結成。ブラントは結婚のため脱退し、のちにアリス・デ・ブールと入れ替わる。
リーとデ・ブールは後に別の女性だけのバンド、ワイルド・ハニーを結成する。ミリントン姉妹も後にこのバンドに参加した。ワイルド・ハニーはモータウンのカヴァーを演奏し、やがてロサンゼルスに移った。男性中心のロック・シーンで成功や尊敬を得られないことに不満を感じていたワイルド・ハニーは、1969年にロサンゼルスのトルバドール・クラブで最後のオープン・マイクに出演した後、解散を決意する。このライブで、女性だけのロック・バンドを探していたプロデューサーのリチャード・ペリーの秘書に見初められたのである。
ペリーはワーナー・ブラザース・レコードを説得し、まだワイルド・ハニーとして知られていたバンドをリプライズ・レコードと契約させる。このグループは、音楽的な才能があるにもかかわらず、ノベルティ・アクトであるという理由で、レーベル側が彼女らの演奏を聴くことなく契約を勝ち取ったのである。ワーナー・ブラザースは、サンセット大通りに近いマーモント・レーンにある、かつてヘディ・ラマーが所有していた邸宅を借りて、バンドを据えた。ファーストアルバムのレコーディングに先立ち、バンドはキーボーディストのニッキー・バークレーを採用し、スヴェルツの初期メンバーであるブランディ・ブラントを迎え入れた。
そして、バンド名は、性的な意味合いではなく、女性の精神を表す「ファニー」に変更された。当初のメンバーは、ギターのジューン・ミリントン、ベースのジーン・ミリントン、ドラムのデ・ブール、キーボードのバークレー、そしてリードボーカルとパーカッションのブラントという顔ぶれだった。ペリーは、グループをビートルズのような自己完結型の4人組のバンドにしたかったので、ブラントを解雇した。ミリントンとバークレイが交互にリード・ヴォーカルを担当し、後のアルバムではデ・ブールが時折リード・ヴォーカルをとっている。
ペリーは、1970年の『ファニー』を皮切りに、バンドの最初の3枚のアルバムをプロデュースした。ペリーやリプライズレコードとのつながりから、バークレイはジョー・コッカーのツアーにバックシンガーとして招かれ、結果的にアルバム『マッド・ドッグス・アンド・イングリッシュメン』に出演することになった。ファーストアルバムに収録されたクリームの「バッジ」のカバーがラジオで大きく取り上げられる。翌年発売されたアルバム『チャリティ・ボール』のタイトル曲はビルボード・ホット100で40位を記録した。ファニーのメンバーはセッション・ミュージシャンとしても活動し、バーブラ・ストライサンドが1971年に発表したアルバム『バーブラ・ジョーン・ストライサンド』にも参加している。ストレイサンドが小さなバンドでのレコーディングを希望していたことからである。
デヴィッド・ボウイは、彼女らの作品を賞賛する手紙を送り、ショーの後のパーティにバンドを招待し、パントマイムのテクニックを披露するなど、有名なファンを獲得していったのである。若きエンジニア、レスリー・アン・ジョーンズをロードマネージャー兼ライブサウンドミキサーに迎えたファニーは、スレイド、ジェスロ・タル、ハンブル・パイのオープニングを務め、世界中をツアーで回った。グループは、英国で広く人気を博した。1971年の『サウンズ』誌の記事には、「最近、彼らはみんなのサポートグループになっているようだ」と書かれている。ツアー中、The Sonny and Cher Show、American Bandstand、The Old Grey Whistle Test、Beat-Clubなど、テレビの生中継に何度か出演した。
3枚目のアルバム『ファニー・ヒル』（1972年）は、ペリーのプロデュースに加え、ビートルズのエンジニア、ジェフ・エメリックを起用した。ビートルズの「ヘイ・ブルドッグ」やマーヴィン・ゲイの「エイント・ザット・ペクリアー」のカヴァーが収録されている。後者はローリング・ストーンズのレギュラー・サックス奏者ボビー・キーズをフィーチャーし、シングルとしてリリースされ、ビルボード・ホット100で85位となった。ストーンズのサイドマンであるジム・プライスもアルバムでブラスを演奏している。ローリング・ストーン誌はこのアルバムを絶賛し、グループの音楽性、特にジューン・ミリントンのリード・ギターとリズム・ギターの両方を演奏する能力を高く評価した。
4枚目のアルバム『マザーズ・プライド』（1973年）は、トッド・ラングレンがプロデュースを担当した。マザーズ・プライド』がリリースされる頃、ジューン・ミリントンはグループという形式に束縛されているように感じていた。レコード会社は彼女に特定のデザイナーの服を着せ、ハードロックのイメージを採用することを望んだが、彼女はそれに抵抗した。彼女は、後に「自分が誰なのかを知る必要があった」とグループを脱退することを決意し、性格の不一致からバークレイと定期的に衝突していた。ジューンは、仏教を学ぶためにウッドストックに移ったが、自分抜きでグループを続けることを主張した。
デ・ブールも脱退し、ドラムは復帰したブラントが担当した。ジューンの代わりにパティ・クアトロ（スージー・クアトロの姉、元プレジャー・シーカーズ）がギターを担当した。このラインナップでカサブランカ・レコードと契約し、1974年にファニーの最後のアルバム『ロックンロール・サヴァイヴァーズ』をリリースした。ファーストシングルの「I've Had It」はビルボードホット100で79位を記録した。ブラントはアルバム完成直後に作曲家のジェームズ・ニュートン・ハワードと結婚してバンドを脱退し、一時的にキャム・デイヴィスが後任となった。バークレイは1974年末、ジューン・ミリントンがいないとうまくいかないと考え、グループを脱退した。セカンドシングルの「バターボーイ」は、ジーン・ミリントンがボウイについて書いたもので、1975年4月にビルボードホット100で29位となり、最大のヒットとなった。しかし、このシングルが発売されるころには、グループは解散していた。

## 解散後の活動
解散後、1975年にミリントン姉妹はファニーの新しいラインナップを結成し、短いツアーを行ったが、ファニーの古い曲は演奏されなかった。このグループは最終的にL.A.オールスターズという新しい女性だけのバンドに変身し、レコード会社から興味を持たれたが、バンドがファニーとしてツアーし、ファニーの古い曲だけを演奏するという条件があり、ジューン・ミリントンはこれに反対した。
ジューン・ミリントンはその後、1980年代に3枚のソロアルバムを発表し、ホリー・ニア、クリス・ウィリアムソン、ビッチ・アンド・アニマルなどのアーティストのプロデューサーとしてキャリアを積んできた。また、音楽の分野で活躍する少女や女性を支援する非営利団体「Institute for Musical Arts」を運営している。ジーン・ミリントンはボウイのギタリスト、アール・スリックと結婚していた時期があり、その後、薬草学者となった。ミリントンはファニーの後も一緒にレコーディングを続け、最近では2011年にジューンのレーベルであるファビュラス・レコードからアルバム『プレイ・ライク・ア・ガール』を発表している。ニッキー・バークレーは1976年に『ダイヤモンド・イン・ア・ジャンクヤード』というソロアルバムを発表し、その後音楽業界から身を引いた。デ・ブールはその後、いくつかの大手レコード会社でマーケティングを担当し、ファニーに影響を受けたというゴーゴーズのプロモートを行った。リアルゴーン・ミュージックとのコラボレーションで、同グループのアルバムのリイシュー・プログラムを実施。
パティ・クアトロは妹のスージーのセッション・ミュージシャンとして活動を続け、クアトロ姉妹の初期のバンド、プレジャー・シーカーズの音源のリイシューにも携わった。ブリー・ブラントは、後にブリー・ハワード・ダーリング、現在はブリー・ダーリングとして知られ、1986年に1枚のアルバムをリリースしたバンド、アメリカン・ガールズの前座として、ファニー以後のキャリアを活発に展開した更にやボクシング・ガンジスなど、1990年代半ばから4枚のアルバムを発表している。また、1982年の『アンドロイド』などの映画にも出演している。また、プレイボーイ・プレイメイトのブランディ・ブラントの母親でもある。 クアトロとブラントは共にエレクトリック・ライト・オーケストラのツアーに参加し、1976年にはアルバム『A New World Record』に参加した。
2002年、ライノ・レコードは、ファニーの最初の4枚のスタジオ・アルバムにライブ録音、アウトテイク、プロモーション・アイテムを加えた4枚組CDボックスセット『ファースト・タイム・イン・ア・ロング・タイム』を限定版でリリースした。2007年4月20日、バークリー音楽大学でミリントン姉妹とデ・ブーア（バークレーは健康上の理由で出演を辞退）による再結成コンサートが開催された。そしてバンドのメンバーは、その功績によりRockrgrl Women of Valor賞を受賞した。ファニーの最初のオリジナルアルバム4枚が、ライナーノーツ、写真、ニューミックスを更新して、Real Goneレコードから発売されている。
2016年、ミリントン姉妹のライブにブリー・ハワードが参加。これがきっかけとなり、新バンド「ファニー・ウォーク・ザ・アース」が結成された。2018年3月には『ファニー・ウォーク・ザ・アース』とも題されたアルバムがリリースされた。このアルバムは、ジューン、ジーン、ブリーの3人が約50年ぶりに同時にレコーディングを行ったことになる。ファニーは、2021年に公開されたドキュメンタリー映画『ファニー：ザ・ライト・トゥ・ロック』（ボビ・ジョー・ハート監督）の題材にもなっている。

## 音楽スタイルと後世への影響
ファニーは、女性だけのロックバンドとして初めてメジャーレーベルと契約したわけではないが（ゴールディ＆ジンジャーブレッズ、プレジャーシーカーズに続く）、メジャーレーベルからアルバムをリリースしたのは彼女たちが初めてだった、そしてビルボードホット100でトップ40入りを果たした最初のガールズグループである。ファニーの音楽は、ビートルズやモータウンのレコードに参加していたルーズなスタジオミュージシャン集団、ファンクブラザーズに影響を受けていた。
バンドは、レコード会社から典型的なガールズ・グループ風の服装やセクシーさを強調するような提案を受けることもなく、定期的にリハーサルを行い、音楽の才能に基づいた評判を得ようとしたのである。ファニーは、「女性はロックをうまく演奏できない」という聴衆の認識を覆すために、ライブで強い存在感を示す必要があったと、後にジーン・ミリントンは語っている。ジューンは、「私たちは、ライブで演奏し、提供できることを証明しなければならないと思っていました。そうでなければ、誰も信じないでしょう。」と語った。このグループは、アメリカとは対照的に、聴衆が彼女らの音楽を評価し、彼女らの仕事を尊敬しているイギリスやヨーロッパで成功を収めたのである。デ・ブールは、レコード会社の幹部の中には、ファニーを単にギミックとして扱い、真剣に取り組むべきでないと判断する人がいることを知り、失望していた。プロモーターのビル・グラハムは、メンバーが結婚したり子供を持ったりするとグループが分裂することを恐れ、会場でのヘッドライナー公演を渋ったが、グループはこれがビジネスの実利によるもので、排外主義ではなかったと強調している。ツアー中、女性ファンから「どうやってバンドを組んだらいいのか」と尋ねられる 。後に登場するランナウェイズやバングルズといったガールズバンドは、ファニーに大きな影響を受けたと述べている。
『Rebeat』誌の回顧記事では、ファニーは性別に関係なく、単純に良いバンドだったと強調されている。ジューン・ミリントンは、そのギターの腕前が高く評価され、ギター・プレイヤー誌に「音楽業界で最もホットな女性ギタリスト」と評された。ファニー時代、彼女は当初ギブソンES-355とフェンダー・ツイン・リバーブ・アンプを好んで使っていたが、その後ギブソン・レスポール・ジュニア・ギターとトレイナー・アンプを手に入れることになった。レス・ポールは主にスライド・ギターの演奏に使用した。ジーン・ミリントンのFannyでの主な楽器は、1963年製のフェンダー・プレシジョン・ベースである。
リトル・フィートのバンドリーダー、ローウェル・ジョージはファニーのファンで、彼らがロサンゼルスにいたとき、一緒にジャムセッションをしたそうだ。デヴィッド・ボウイは1999年の『ローリング・ストーン』誌のインタビューで、バンドへの尊敬の念を明かしている。
彼女らは並外れた存在だった。すべてを書き、クソ格好良い演奏をし、ただ途方もなく素晴らしかったのに、誰も彼女らのことに触れない。彼女らは、これまでの誰よりも重要な存在であるのだが、彼女らの時代ではなかっただけだ。—David Bowie

## メンバー

### オリジナル・ラインナップ
- ジーン・ミリントン – ベース, ボーカル (1969-1975)[4]
- ジューン・ミリントン – ギター, ボーカル (1969-1973)[4]
- ニッキー・バークレイ – キーボード, ボーカル (1970-1974)[4]
- アリス・デ・ブール – ドラム, ボーカル (1969-1973)[4]

### 後のメンバー
- パティ・クアトロ – ギター, ボーカル (1974-1975)[37]
- ブリー・ハワード – ドラム, ボーカル (1973-1974)[37]
- キャム・デイヴィス – ドラム (1974-1975)[21]

## Discography
スタジオ・アルバム
- Fanny (1970)[12]
- Charity Ball (1971)[38] (No. 150)
- Fanny Hill (1972)[39] (No. 135)[40]
- Mothers Pride (1973)[11]
- Rock and Roll Survivors (1974)[41]

ライヴ・アルバム
- Fanny Live (1998; recorded 1972) (reissued as Fanny: Live in 1972)[42][43][44]

コンピレーション盤
- First Time in a Long Time - The Reprise Recordings (4CD box set, 2002)[45]

Fanny Walked the Earth
- Fanny Walked the Earth (2018)[3]